# Hualqui
Hualqui (pronuncia-se /'wal.ki/ em espanhol) é uma comuna da província de Concepción, localizada na Região de Biobío, Chile. Possui uma área de 530,5 km² e uma população  de aproximadamente 23.030 habitantes (Pré-censo 2012).
A comuna limita-se: a sudoeste com Coronel e Santa Juana; a sudeste com San Rosendo e Yumbel; a norte com Florida, Chiguayante e Concepción.
Hualqui faz parte da Grande Concepción, a região metropolitana da Concepción província.

## Etimologia
Hualqui (ou 'Uálqui', 'Ualque' na ortografia portuguesa) é uma voz do mapudungun ?, que significa ?,. Hualqui foi um ailhareue (espécie de chefe) dessa localidade.

## Transporte

### Autocarros/ônibus
Linhas (Os ônibus ofertados do Grande Concepción):
- Buses Palomares (18),
- Las Galaxias (80) e
- Vía del Sol (81).

### Transporte emBiotrem

Símbolo de Biotrém

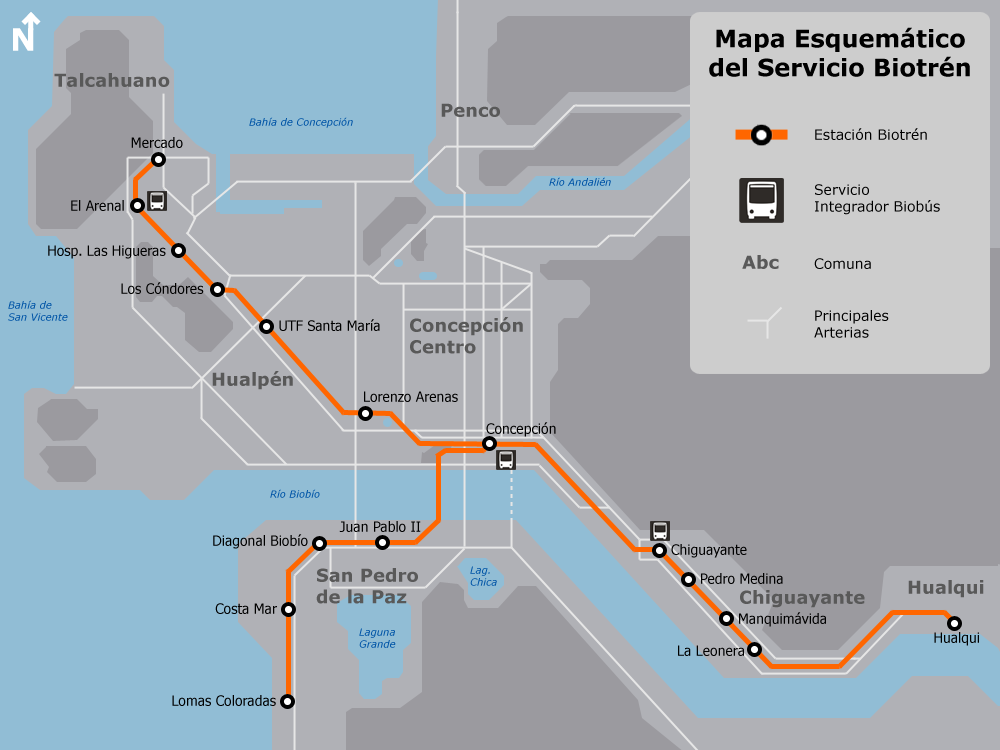
Mapa do Biotrém

- Há apenas uma estação de Biotrém nesta comuna: A estação Hualqui.

O tempo de viagem para Concepción é de meia hora.
- Regional Talcahuano-Renaico (Não é Biotrém).
- Combinação Biotrém/Regional (La Laja).

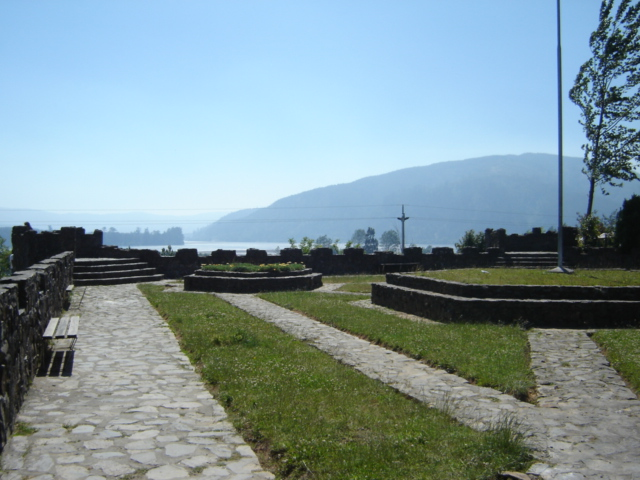
O ponto de vista de Hualqui.